# Bubalornis niger
El bufalero piquirrojo (Bubalornis niger) es una especie de ave paseriforme de la familia Ploceidae que habita en África oriental y austral.

## Descripción
El bufalero piquirrojo mide alrededor de 21 cm de largo, incluida su larga cola. Presenta dimorfismo sexual. El plumaje de los machos es prácticamente negro en su totalidad, excepto una pequeña mancha blanca a ambos lados de la base del cuello. También pueden presentar una lista blanca irregular en los flancos bajo las alas. Su pico es rojo. Las hembras en cambio son de tonos pardo grisáceos, pero también con el pico rojo.

## Distribución y hábitat
Se encuentra en las sabanas secas del sur y este de África, distribuido por Angola, Botsuana, Etiopía, Kenia, Mozambique, Namibia, Ruanda, Somalia, Sudáfrica, Sudán del Sur, Suazilandia, Tanzania, Uganda, Zambia y Zimbabue.

## Subespecies
Se reconocen las siguientes:
- B. n. intermedius (Cabanis, 1868) — este de Sudán del Sur, Etiopía y Somalia a Uganda, Kenia y Tanzania;
- B. n. niger Smith, A, 1836 — sur de Angola y norte de Namibia a Zimbabue y norte de Sudáfrica;
- B. n. militaris Clancey, 1977 — sur de Zambia a sur de Mozambique y noreste de Sudáfrica.